# Georgiska SSR
Georgiska socialistiska sovjetrepubliken, förkortat Georgiska SSR, var Georgiens namn när det var en Sovjetrepublik. Delstaten upptogs i Sovjetunionen 1936 från den sovjetiska delstaten Transkaukasiska SFSR när denna upplöstes och till vilken Georgien varit ansluten sedan 1922.

## Geografi och befolkning
Georgiska SSR utbredde sig på östra sidan av Svarta havet mellan Kaukasus och turkiska gränsen samt gränsade i sydöst och öst till sovjetrepublikerna Armenien, Azerbajdzjan och autonoma sovjetrepubliken Dagestan.'
Georgiska SSR var övervägande högland. Dess norra del bildades av Kaukasus sydsluttningar (Georgiska SSR:s norra gräns följde i stort sett vattendelaren), och i söder nådde armeniska höglandet långt över dess gränser. Mellan dessa höjdområden, som i mitten av Georgiska SSR var förenade med varandra genom Surambergen, låg Georgiska SSR:s viktigaste och tätast bebyggda trakter, som i väster har ett subtropiskt fuktigt men i öster ett torrt kontinentalt klimat, nämligen Kolchis vid Svarta havet och kring nedre Rioni, Imeretien, d.v.s. trakten kring Kutaisi och kring övre Rion, samt Kachetien kring övre Alazan (en västlig biflod till Kura).
Georgiska SSR:s befolkning var ytterligt blandad. Större delen (c:a 2/3) utgjordes dock av georgier, återstoden av armenier, ryssar, ukrainare, abchaser, mingreler, osseter, greker, judar, kurder, turkar m.fl. Ryssarna bodde huvudsakligen i städerna och i industrisamhällena.

## Näringar
Huvudnäring för lantbefolkningen var åkerbruk. Majsodlingen upptog 2/3 av åkerarealen (4 007km² år 1937). Dessutom odlades vete, te (500 km² år 1941),tobak, citrusarter (apelsiner, citroner, mandariner) m.m. I fråga om odling av kvalitetstobak innehade Abchasien främsta platsen i Sovjetunionen. Lantbrukets huvudgrenar i Imerien var silkes- och vinodling. Den sistnämnda var ännu mera framträdande i Kachetien. S.k. kachetinska viner utfördes till andra sovjetrepubliker och även till utlandet.
Före andra världskriget hade även bomullsarealen i Kachetien snabbt utvidgats. Boskapsskötsel bedrevs huvudsakligen i östra delen av Georgiska SSR, som hade riklig tillgång på betesmarker (fäbodväsen). Georgiska SSR hade ansenliga mineraltillgångar av manganmalm, stenkol och petroleum, vidare baryt, andesit, sällsynta metaller m.m.
Till Georgiska SSR:s industrialisering har starkt bidragit den rika förekomsten av vattenkraft. Den snabba industrialiseringen återspeglades i tillväxten av städernas befolkning, som 1926—1939 nära fördubblades (från 594 000 till 1 067 000), medan lantbefolkningen ökade endast med 19 procent.

## Historiska kartor

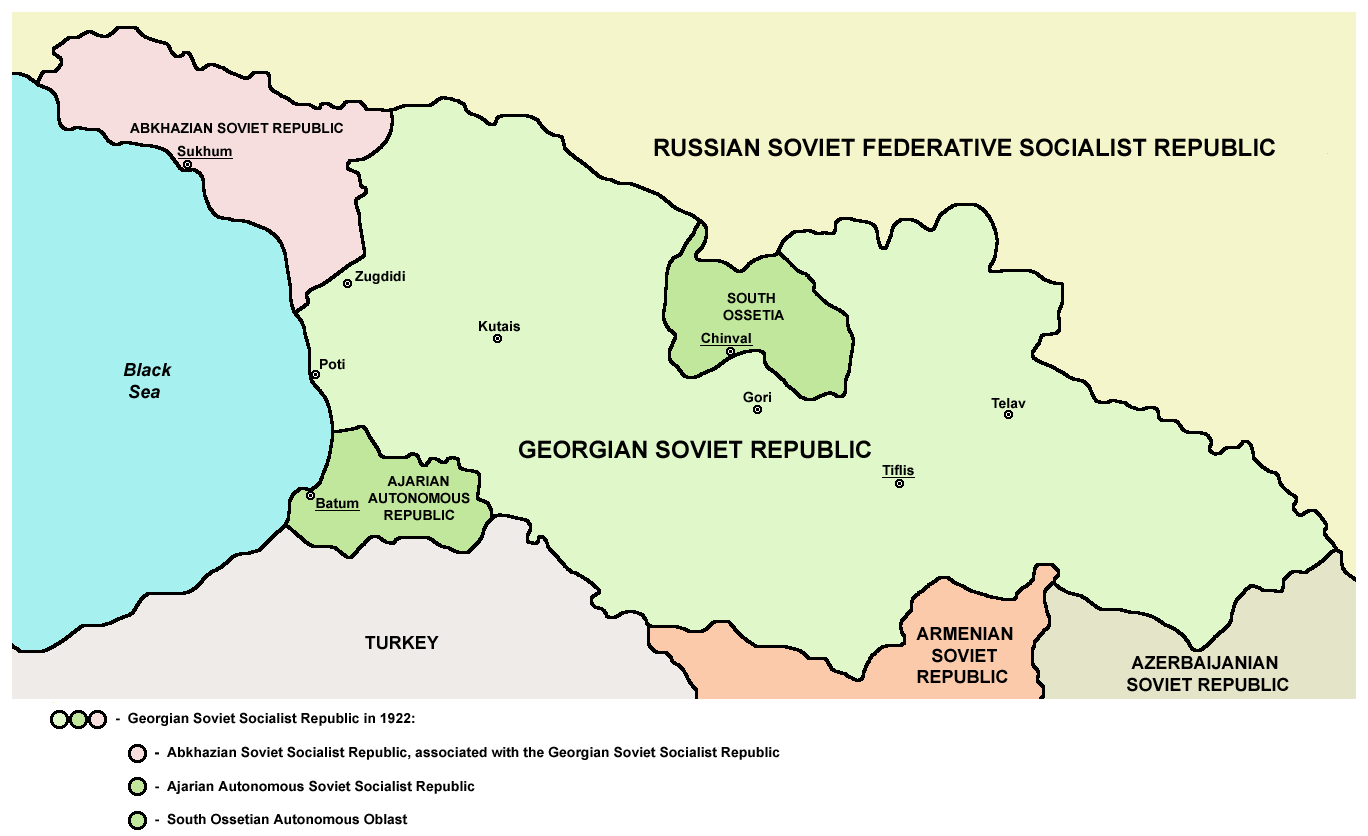
Karta över Georgiska SSR (1922)
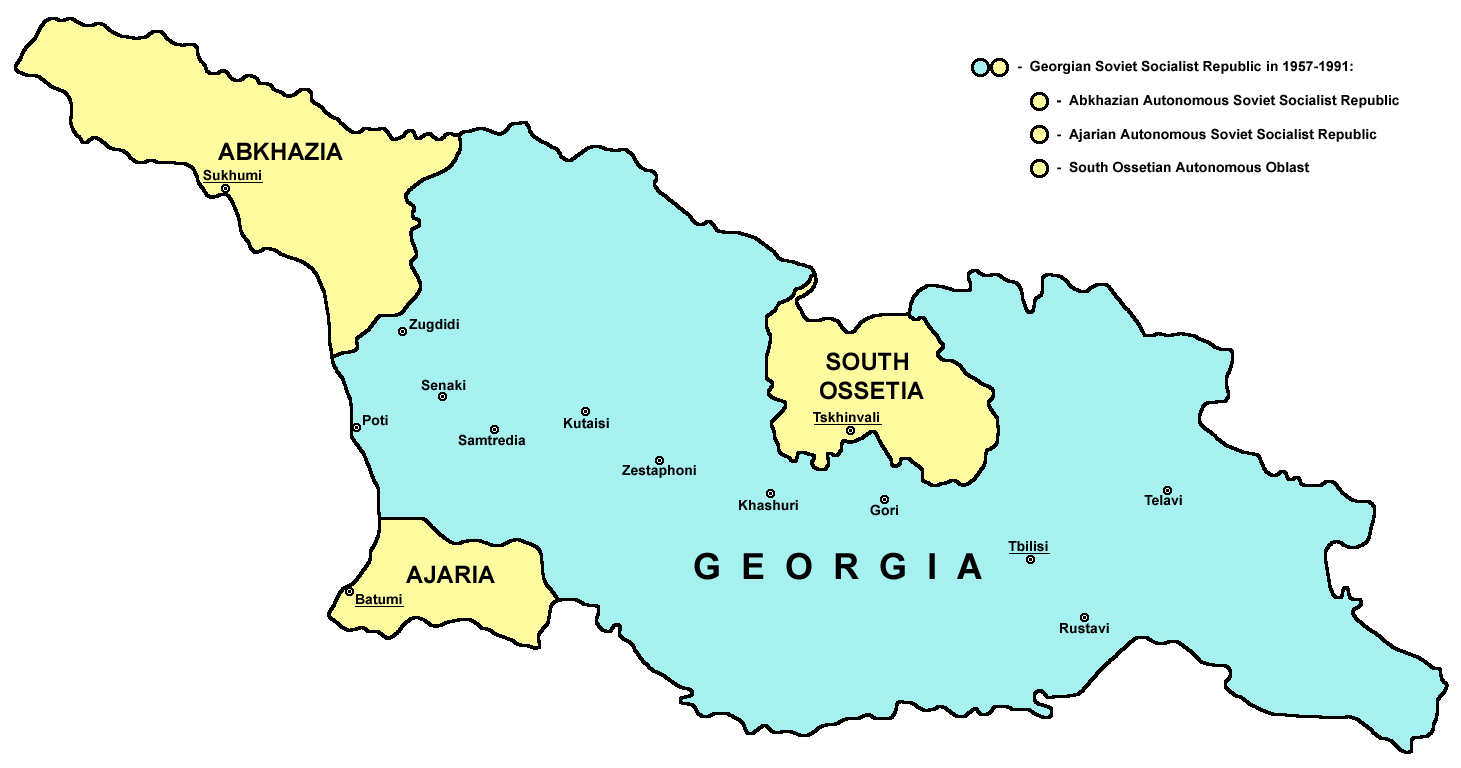
Karta över Georgiska SSR (1991)